# Noord-Jakarta
Noord-Jakarta (Indonesisch: Jakarta Utara) is een stadsgemeente (kota) binnen Jakarta, Indonesië. Jakarta Utara heeft een oppervlakte van 154,11 km². De huidige burgemeester is Effendi Anas.
Noord-Jakarta wordt begrensd door de Javazee in het noorden; Bekasi in het oosten; Jakarta Barat, Jakarta Pusat en Jakarta Timur in het zuiden; en Tangerang in het westen.
De havens van Tanjung Priok en Sunda Kelapa zijn gelegen in deze gemeente. Zo ook het shopping district Kelapa Gading. Verder zijn ook de amusementsparken van Ancol gelegen in Noord-Jakarta.

## Onderdistricten
Jakarta Utara is opgedeeld in zes onderdistricten (kecamatan):
- Cilincing
- Koja
- Kelapa Gading
- Tanjung Priok
- Pademangan
- Penjaringan